# Gårdsby församling
Gårdsby församling är en församling i Växjö pastorat i Växjö domkyrkokontrakt i Växjö stift, i Växjö kommun.
Församlingskyrka är Gårdsby kyrka.

## Administrativ historik
Församlingen har medeltida ursprung.
Församlingen var ursprungligen ett biskopsprebende innan det till 2014 bildade pastorat med Söraby församling (Söraby hade annat namn före 1825). Pastoratet omfattade också mellan 1962 och 2005 Tolgs och Tjureda församlingar, vilka 2006 uppgick i Söraby, Tolg och Tjureda församling. Från 2014 ingår församlingen i Växjö pastorat.

## Klockare och organister
| Verksam   | Namn             | Levnadstid | Övrigt                |
| --------- | ---------------- | ---------- | --------------------- |
| 1746-1759 | Jon Månsson      |            | Klockare              |
| 1761-1795 | Johan Hultman    |            | Klockare              |
| 1799-1810 | Anders Beckman   |            | Klockare              |
| 1819-1845 | Johan Jansson    | 1778-      | Klockare              |
| 1845-1870 | Sven Johan Rosén | 1823-      | Organist och klockare |